# Hydrolagus
Hydrolagus är ett släkte av broskfiskar. Hydrolagus ingår i familjen havsmusfiskar.
Tillhörande arter har en bred nos. På ryggen finns två ryggfenor och den första har en taggstråle samt flera mjukstrålar. Den andra har endast mjukstrålar. Full utvecklade exemplar är minst 110 cm långa. De flesta släktmedlemmar hittas 600 meter under havsytan eller djupare. De lever i alla världshav.
Arter enligt Catalogue of Life:
- Hydrolagus affinis
- Hydrolagus africanus
- Hydrolagus alberti
- Hydrolagus alphus
- Hydrolagus barbouri
- Hydrolagus bemisi
- brunaktig havsmus
- Hydrolagus deani
- Hydrolagus eidolon
- Hydrolagus homonycteris
- Hydrolagus lemures
- Hydrolagus lusitanicus
- Hydrolagus macrophthalmus
- Hydrolagus marmoratus
- Hydrolagus matallanasi
- Hydrolagus mccoskeri
- Hydrolagus melanophasma
- blåvingad havsmus
- Hydrolagus mitsukurii
- nyzeeländsk havsmus
- Hydrolagus ogilbyi
- Hydrolagus pallidus
- Hydrolagus purpurescens
- Hydrolagus trolli
- Hydrolagus waitei

## Bildgalleri

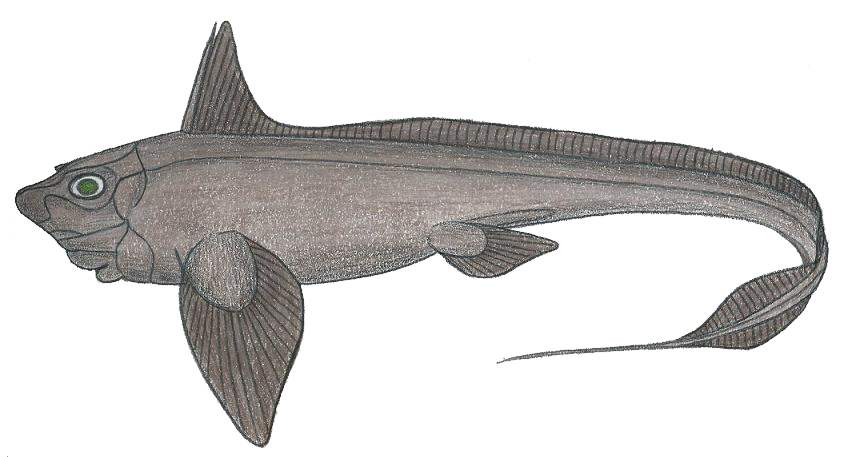
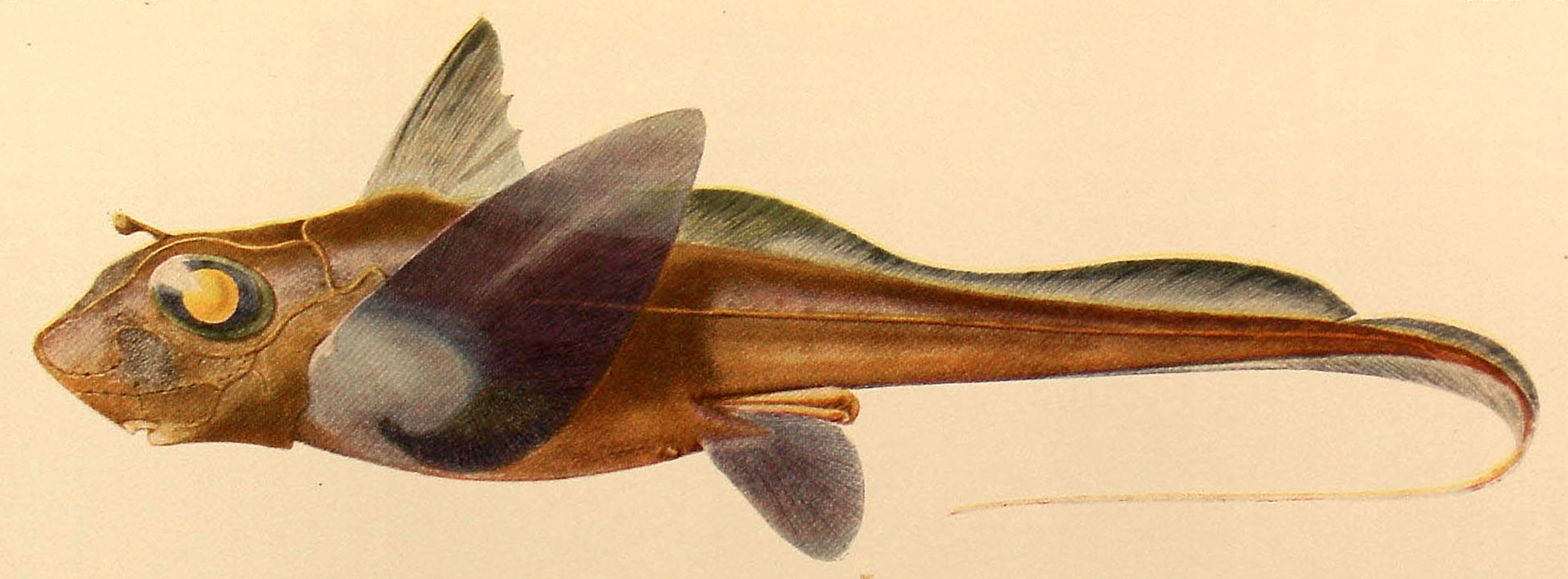
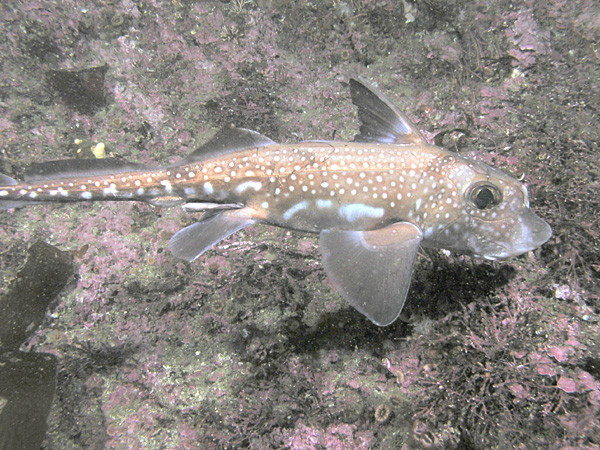
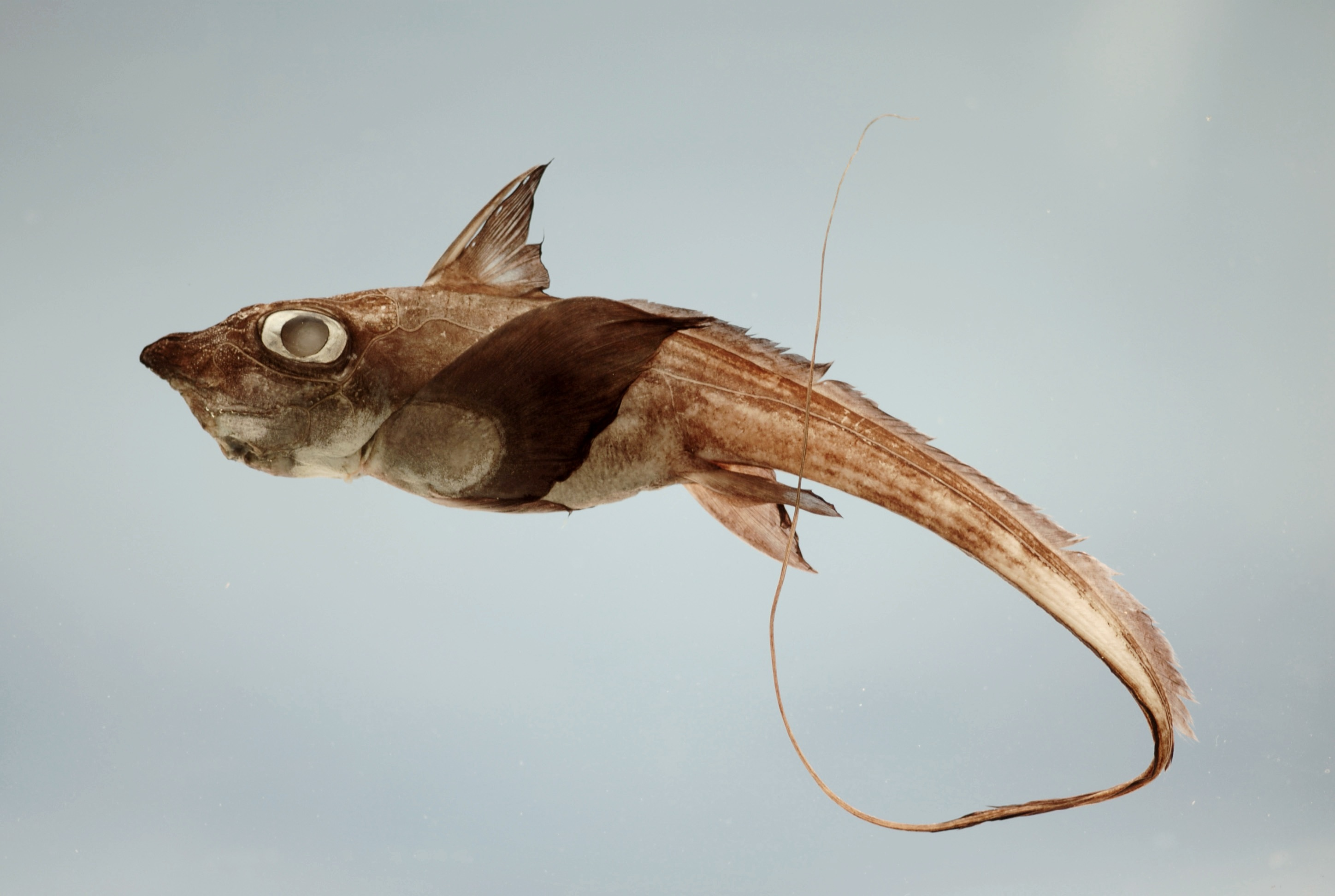
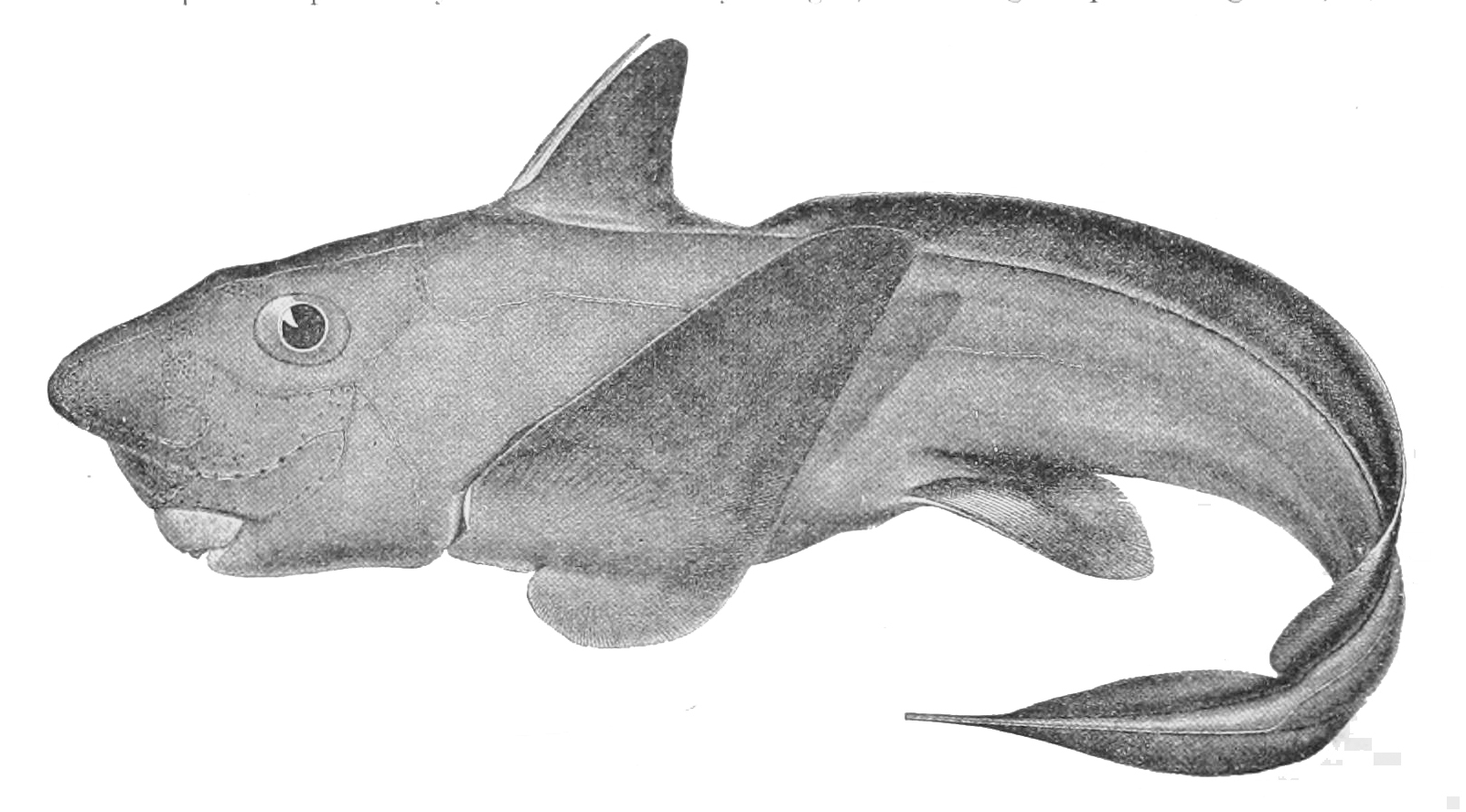
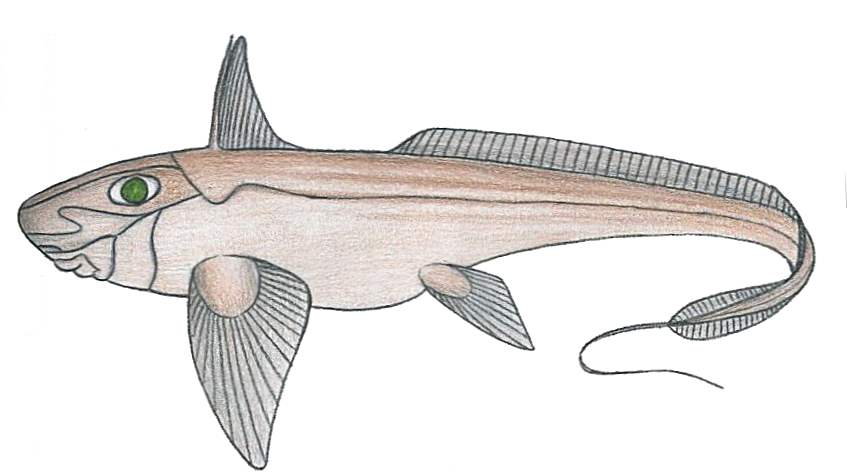